# CP Grupo
CP Grupo este o companie imobiliară din Madrid, Spania fondată în anul 1973 de Carlos Pinilla. Din ianuarie 2007, compania s-a extins și în România.
În mai 2008, CP Grupo și Neocasa au anunțat construirea unui ansamblu rezidențial în nordul Bucureștiului, Lakeland Residence, investiția ridicându-se la 25 milioane de Euro.